# Stefan Orth (Fußballfunktionär)
Stefan Orth (* 11. November 1966 in Hamburg) ist ein deutscher Fußballfunktionär und Unternehmer.

## Leben
Orth spielte Fußball beim SV Curslack-Neuengamme, im Alter von 16 Jahren besuchte er erstmals ein Spiel des FC St. Pauli im Wilhelm-Koch-Stadion am Millerntor. Ab 1989 war Orth beruflich beim von seiner Mutter geleiteten Bekleidungsgroßhandel Ute Orth Bekleidung & Technik GmbH & Co. KG tätig. 1995 übernahm er nach dem Tod seiner Mutter die Unternehmensleitung. Ab 2005 arbeitete sein Unternehmen auch mit dem FC St. Pauli zusammen und stellte unter anderem Jugendmannschaften kostenfrei Sportbekleidung zur Verfügung. Zu seinen Kunden gehörten weitere Fußballmannschaften und -verbände.
Im März 2007 wurde er Vizepräsident des FC St. Pauli. Nach dem Rücktritt Corny Littmanns Ende Mai 2010 übernahm Orth zunächst kommissarisch das Amt des Vereinsvorsitzenden. Mitte November 2010 wurde Orth auf der Jahreshauptversammlung per Abstimmung im Amt bestätigt. Er erhielt 431 der 524 Stimmen. Im November 2014 wurde er vom Aufsichtsrat nicht erneut für das Amt vorgeschlagen. Laut Vereinsbilanz nahm der FC St. Pauli während Orths Zeit als ehrenamtlicher Vorsitzender eine positive wirtschaftliche Entwicklung und verbuchte Gewinne, zudem wurden die Projekte Stadionneubau und der Umbau des Trainingsgeländes an der Kollaustraße vorangetrieben. Zwischen 2013 und 2016 - und damit teilweise in Orths Amtszeit als Präsident - erhielten der damalige Bezirksamtsleiter Andy Grote, der damalige Hamburger Polizeipräsident Ralf Meyer sowie der ehemalige Wirtschaftssenator Frank Horch Freikarten für Heimspiele des FC St. Pauli in einer der höchsten Preisklassen. Die Verfahren gegen Grote und Meyer wurden 2020 eingestellt.
Im Dezember 2022 wurde Orth in Zingst Geschäftsführer der örtlichen Kur- und Tourismus GmbH. Orth blieb nur ein Jahr bei der Kur- und Tourismus GmbH in Zingst und wurde danach bei der Joho Capital GmbH tätig. Im Januar 2025 wurde sein Wechsel ins Amt des Geschäftsführers der Stadion Oldenburg GmbH & Co. KG mit Dienstantritt am 1. Februar 2025 bekannt. Gegner des geplanten Stadionneubaus in Oldenburg warfen Orth Unstimmigkeiten in seinem Lebenslauf vor.